# Lista stadionów piłkarskich na Cyprze
Lista stadionów piłkarskich na Cyprze składa się z obiektów drużyn znajdujących się w Protathlima A’ Kategorias (I poziomie ligowym Cypru) oraz Protathlima B’ Kategorias (II poziomie ligowym Cypru). Na najwyższym poziomie rozgrywkowym znajduje się 12 drużyn, oraz na drugim poziomie 16 drużyn, których stadiony zostały przedstawione w poniższej tabeli według kryterium pojemności, od największej do najmniejszej. Tabela uwzględnia również miejsce położenia stadionu (miasto oraz region), klub do którego obiekt należy oraz rok jego otwarcia lub ostatniej renowacji.
Do listy dodano również stadiony o pojemności powyżej 2 tys. widzów, które są areną domową drużyn z niższych lig lub obecnie w ogóle nie rozgrywano mecze piłkarskie.
Legenda:

    – stadiony IV kategorii UEFA

    – stadiony w budowie lub przebudowie

    – stadiony zamknięte lub zburzone

| Lp | Nazwa stadionu                                           | Miejscowość    | Region             | Drużyny | Otwarty / renowacja | Pojemność         | Zdjęcie |
| -- | -------------------------------------------------------- | -------------- | ------------------ | --- | ------------------- | ----------------- | ------- |
| 1  | Stadion Lefkoşa Atatürk (od 1974 część Cypru Północnego) | Nikozja        | dystrykt Nikozja   | Çetinkaya Türk SK |                     | 28 000            |         |
| 2  | Stadion GSP                                              | Nikozja        | dystrykt Nikozja   | Reprezentacja Cypru (2000–), APOEL Nikozja, Omonia Nikozja, Olympiakos Nikozja                                                                                              | 2000                | 22 859            |         |
| 3  | Stadion Makario                                          | Nikozja        | dystrykt Nikozja   | Digenis Morfu (1999–), Omonia Nikozja (1978–1999), APOEL Nikozja (1978–1999), Olympiakos Nikozja (1998–1999, 2008–2009), Doxa Katokopia (2007–2011), Ethnikos Assia (2011–) | 1978                | 16 000            |         |
| 4  | Stadion Tsirion                                          | Limassol       | dystrykt Limassol  | Apollon Limassol, Aris Limassol, AEL Limassol, APEP Picilia | 1975                | 13 331            |         |
| 5  | Stadion Neo GSZ                                          | Larnaka        | dystrykt Larnaka   | AEK Larnaka, Alki Larnaka | 1989                | Çetinkaya Türk SK |         |
| 6  | Stadion Pafiako                                          | Pafos          | dystrykt Pafos     | APOP Pafos (1985–2000), Ewagoras Pafos (1985–2000), AEP Pafos (2000–2014), APOP Kinyras Peyias (2005–2006), AEK Kuklia (2013–2014)                                          | 1985 / 2003         | 9 394             |         |
| 7  | Stadion Andonisa Papadopulosa                            | Larnaka        | dystrykt Larnaka   | Anorthosis Famagusta (1986–), Nea Salamina Famagusta (1987–1991, 2004–2005), Alki Larnaka (2010–2011)                                                                       | 1986 / 1997         | 9 391             |         |
| 8  | Stadion Dasaki                                           | Achna          | dystrykt Famagusta | Ethnikos Achna | 1997                | 7 000             |         |
| 9  | Stadion Kiperunta                                        | Kiperunta      | dystrykt Limassol  | APEP Picilia |                     | 6 000             |         |
| 10 | Stadion Anagennisi                                       | Derinia        | dystrykt Famagusta | Anagennisi Derinia |                     | 5 800             |         |
| 11 | Stadion Tasos Marku                                      | Paralimni      | dystrykt Famagusta | Enosis Neon Paralimni (1996–), Anagennisi Derinia (2011–2012), AO Ajia Napa (2012–2013, 2014-)                                                                              | 1996                | 5 800             |         |
| 12 | Stadion Ammochostos                                      | Larnaka        | dystrykt Larnaka   | Nea Salamina Famagusta | 1991 / 1998         | 5 500             |         |
| 13 | Stadion Peristerona                                      | Peristerona    | dystrykt Nikozja   | Doxa Katokopia |                     | 4 000             |         |
| 14 | Stadion Peja                                             | Peja           | dystrykt Pafos     | APOP Kinyras Peyias |                     | 3 828             |         |
| 15 | Stadion Koinotikoo Chloraka                              | Chloraka       | dystrykt Pafos     | Akritas Chloraka |                     | 3 500             |         |
| 16 | Stadion Lakatamia                                        | Lakatamia      | dystrykt Nikozja   | THOI Lakatamia APEP Picilia |                     | 3 000             |         |
| 17 | Stadion Pareklisia                                       | Pareklisia     | dystrykt Limassol  | Enosis Neon Pareklisia |                     | 3 000             |         |
| 18 | Stadion Aradipu                                          | Aradipu        | dystrykt Larnaka   | Ermis Aradipu, Omonia Aradipu |                     | 2 500             |         |
| 19 | Stadion Othellos Atienu                                  | Atienu         | dystrykt Larnaka   | Othellos Atienu |                     | 2 500             |         |
| 20 | Stadion Ajia Napa                                        | Ajia Napa      | dystrykt Famagusta | AO Ajia Napa |                     | 2 000             |         |
| 21 | Stadion Jeroskipu                                        | Jeroskipu      | dystrykt Pafos     | Atromitos Jeroskipu (2007–2013), Pafos FC (2014–) |                     | 2 000             |         |
| 22 | Stadion Keryneia Epistrofi                               | Lakatamia      | dystrykt Nikozja   | PAEEK Kirenia (1974–) |                     | 2 000             |         |
| 23 | Stadion Kykkos                                           | Nikozja        | dystrykt Nikozja   | Ethnikos Assia |                     | 2 000             |         |
| 24 | Stadion Michalonikion                                    | Ksilofagu      | dystrykt Larnaka   | Elpida Ksilofagu |                     | 2 000             |         |
| 25 | Stadion Zakaki                                           | Zakaki         | dystrykt Limassol  | AEZ Zakaki |                     | 2 000             |         |
| 26 | Stadion 20 Temmuz (od 1974 część Cypru Północnego)       | Kirenia        | dystrykt Kirenia   | PAEEK Kirenia (1953–1974) |                     | 1 500             |         |
| 27 | Stadion GSE (od 1974 część Cypru Północnego)             | Famagusta      | dystrykt Famagusta | Anorthosis Famagusta (?–1974), Nea Salamina Famagusta (1953–1974) |                     | 1 500             |         |
| 28 | Stadion Koinotiko Oroklini                               | Oroklini       | dystrykt Larnaka   | Digenis Oroklini |                     | 1 500             |         |
| 29 | Stadion Pano Polemidia                                   | Pano Polemidia | dystrykt Limassol  | Karmiotissa Pano Polemidia |                     | 1 500             |         |
| 30 | Stadion Polis Chrysochus                                 | Polis          | dystrykt Pafos     | ENAD Polis Chrysochus |                     | 1 300             |         |
| 31 | Stadion Erimi                                            | Erimi          | dystrykt Limassol  | Nikos & Sokratis Erimi |                     | 1 000             |         |
| -  | Stadion GSO                                              | Limassol       | dystrykt Limassol  | AEL Limassol (1930–1975), Aris Limassol (1930–1975) | 1899                | rozebrano 1975    |         |
| -  | Stadion GSP (1902)                                       | Nikozja        | dystrykt Nikozja   | Trast Nikozja (1924–1938), APOEL FC (1930–1978), Olympiakos Nikozja (1934–1998), Omonia Nikozja (1958–1978)                                                                 | 1902                | rozebrano 1999    |         |
| -  | Stadion GSZ (1928)                                       | Larnaka        | dystrykt Larnaka   | EPA Larnaka, Pezoporikos Larnaka, Alki Larnaka | 1928                | rozebrano 1989    |         |